# Escuela Superior de Enseñanzas Técnicas
La Escuela Superior de Enseñanzas Técnicas (cuyo acrónimo es ESET) es una escuela de Arquitectura, Diseño Industrial e Ingeniería perteneciente a la Universidad CEU Cardenal Herrera de carácter privada. Las titulaciones que imparte son las de Arquitectura, Diseño Industrial y varias variantes de Ingeniería. Completa su programa educativo con dos Máster de Arquitectura: Diseño Arquitectónico Sostenible y Evaluación Energética de la Edificación y el de Industrialización y Prefabricación Arquitectónica. En el caso de Diseño cuenta con el Máster en Ingeniería del Diseño.

## Ubicación
La Escuela se encuentra en la localidad de Alfara del Patriarca (Valencia) España. Muy próxima de la Universidad CEU Cardenal Herrera Ocupa un antiguo edificio de carácter industrial con 3000m² reconvertidos para el efecto.

## Servicios
- Aulas de informática.
- Salón de Actos.
- Taller de Diseño y Maquetas.
- Aula de Caballetes.
- Cafetería.

## Rankings
En septiembre del 2012 la revista Architectural Digest situó la escuela en el puesto número dos en el Top Ten Section de las mejores escuelas de diseño del mundo. Completan la lista de las cinco mejores escuelas Others within the top five include Parsons The New School for Design (1),  Royal College of Art (3), Escola de Disseny i Art (4) and Istituto Europeo di Design (5).
En noviembre la escuela fue seleccionada como una de las seis mejores escuelas de diseño del mundo para participar en Salón International Emballage 2012 en París junto a las escuelas Universidad de Quebec en Montreal, Lahti University of Applied Sciences, Hochschule Hannover y Politécnico de Milán

## Competiciones que participa
- Solar Decathlon, concurso internacional de arquitectura e ingeniería patrocinado por el Departamento de Energía de los Estados Unidos y el Laboratorio Nacional de Energías Renovables (NREL).[5][6][7]

- Eco-marathon, competición anual patrocinada por Shell, en la que los participantes construyen vehículos especiales para lograr la mayor eficiencia energética posible.